# Jiro Kamata
Jiro Kamata (鎌田 次郎, Kamata Jiro) est un footballeur japonais né le 28 juillet 1985. Il évolue au poste de défenseur.

## Biographie
Jiro Kamata commence sa carrière professionnelle au Kashiwa Reysol.
En 2010, il rejoint le Vegalta Sendai.